# زولتان لونكا
زولتان لونكا (مواليد 22 مايو 1970) هو ملاكم ألماني، مثّل بلاده في الألعاب الأولمبية الصيفية 1996.

## روابط خارجية
زولتان لونكا على موقع بوكس ريك (الإنجليزية) (registration required)
- زولتان لونكا على موقع أوليمبيديا (الإنجليزية)